# Corredores Ferroviarios
Corredores Ferroviarios est une ancienne société privée argentine qui a exploité les lignes ferroviaires Mitre et San Martín dans la province de Buenos Aires pendant environ un an, jusqu'à ce que le gouvernement argentin annule l'accord avec l'entreprise en mars 2015. Depuis lors, les lignes Mitre et San Martín sont exploitées par l'entreprise publique Operadora Ferroviaria Sociedad del Estado (SOFSE).
La société a également exploité des services longue distance vers la ville de Rosario dans la province de Santa Fe, avec un temps de trajet d'environ 9 heures et 30 minutes.

## Histoire
Le 24 mai 2012, le contrat avec TBA pour l'exploitation des lignes Mitre et Sarmiento a été révoqué par le gouvernement argentin après la catastrophe ferroviaire de la gare d'Once. Par conséquent, UGOMS a pris en charge la ligne Mitre jusqu'à ce qu'elle soit accordée en concession. La ligne San Martín a été accordée à UGOFE, un consortium formé par les entreprises ferroviaires Ferrovías, Metrovías et TBA, bien que TBA en soit exclue quelques jours plus tard.
Le 12 février 2014, le gouvernement argentin a annoncé que certaines entreprises reprendraient les lignes exploitées par UGOFE, qui a été officiellement dissoute,.
Grupo Emepa possédait également Ferrocentral, une société ferroviaire formée avec Nuevo Central Argentino pour exploiter des services de transport de passagers vers les villes de Rosario, Tucumán et Córdoba, en Argentine. La société a été dissoute en novembre 2014, lorsque le gouvernement national a repris les services, depuis lors exploités par Operadora Ferroviaria Sociedad del Estado (SOFSE),.
À la dissolution de l'UGOFE, Corredores Ferroviarios (une société faisant partie de Grupo Roggio, qui possède également Metrovías, l'opérateur de Buenos Aires Subte et de la ligne Urquiza depuis 1994) a repris les lignes Mitre / San Martín,,,,,,.
En avril 2014, des rames automotrices diesel flambant neuves de la société chinois CSR sont acquises par le gouvernement national pour être exploitées sur la ligne San Martín. Les unités avaient été achetées en 2008 mais elles ne pouvaient pas circuler, les gares ont donc dû modifier leurs plateformes pour accueillir les nouvelles voitures. Une fois les travaux terminés, les trains chinois ont fait leurs débuts en Argentine. Au total, 17 trains de 7 wagons chacun ont été acquis pour remplacer les trains locaux par Materfer, un fabricant local. Les trains Materfer avaient été construits dans les années 1960 et 1970.
En novembre 2014, la section Retiro-Tigre de la ligne Mitre renouvelle sa flotte de trains électriques, ajoutant un total de 12 unités flambant neuves pour ce service. Les trains CSR ont remplacé les anciens wagons Toshiba qui avaient été amenés en Argentine dans les années 1960 pour les lignes Mitre et Sarmiento. L'achat a coûté 250 millions de dollars, entièrement payés par le gouvernement national,. La rénovation du matériel roulant s'est terminée en février 2015 avec la branche Retiro-B. Mitre,
Le 2 mars 2015, le gouvernement argentin a annulé le contrat avec Corredores Ferroviarios par le biais de son entreprise publique SOFSE. Le contrat avec l'entreprise avait été signé en février 2014, engageant Corredores Ferroviarios à exploiter les lignes Mitre et San Martín,,.

## Services opérés
| Ligne      | Connexions                   | Type        |
| ---------- | ---------------------------- | ----------- |
| Mitre      | Retiro - Tigre               | Automotrice |
| Mitre      | Retiro - B. Mitre            | Automotrice |
| Mitre      | Retiro - José L. Suárez      | Automotrice |
| Mitre      | José L. Suárez - Zárate      | Diesel      |
| Mitre      | Victoria - Capilla del Señor | Diesel      |
| Mitre      | Retiro - Rosario Norte       | Diesel      |
| San Martín | Diesel                       |             |